# Save
Save (vanligast i Moçambique) även kallad Sabi (vanligast i Zimbabwe), är en ca 400 km lång flod i sydöstra Afrika. Floden har sin källa i Zimbabwe, ungefär 80 km söder om Harare. Därifrån rinner den söderut över den zimbabwiska högplatån och sedan österut, innan den vid Zimbabwes lägsta punkt (162 meter över havet) löper samman med floden Odzi. Den tar sig sedan vidare söderut, och löper samman med floden Runde vid gränsen till Moçambique. Den rinner sedan genom Moçambique, och har sitt utlopp i Moçambiquekanalen i Indiska oceanen, vid ca 21° sydlig breddgrad.